# Pralungo
Pralungo – miejscowość i gmina we Włoszech, w regionie Piemont, w prowincji Biella.
Według danych na styczeń 2009 gminę zamieszkiwało 2715 osób przy gęstości zaludnienia 377,1 os./1 km².